# Кас (окръг, Небраска)
Вижте пояснителната страница за други населени места с името Кас.
Окръг Кас (на английски: Cass County) е окръг в щата Небраска, Съединени американски щати. Площта му е 1466 km², а населението - 24 334 души (2000). Административен център е град Платсмаут.